# جعفر پناهی (نماینده مجلس)
جعفر پناهی (زاده ۱۲۸۰ خورشیدی در تبریز) بازرگان ایرانی و داماد احمدشاه قاجار و نخستین نماینده خلخال در مجلس شورای ملی بود.
پدرش حاج ابراهیم پناهی از مالکان و بازرگانان تبریز بود، خودش نیز پیشه پدری را ادامه داد و در جامعه تجار و مالکان شهر شهرتی یافت، به طوری که در ۳۱ سالگی توانست در انتخابات مجلس شورای ملی به نمایندگی اردبیل و خلخال برسد (دوره نهم).
در دوره بعد خلخال که آن زمان هروآباد نامیده می‌شد، دارای حوزه انتخابیه مستقلی شد و جعفر پناهی به نمایندگی آن رسید. در دوره یازدهم نیز بر همین کرسی نشست و در دوره‌های دوازدهم و سیزدهم نماینده فیروزآباد فارس بود.
جعفر پناهی در کنار نمایندگی مجلس در تهران تجارتخانه‌ای هم دایر کرد و صاحب ثروت کلانی شد. برادر دوقلویش مهندس اصغر پناهی نیز از مقاطعه‌کاران بزرگ ساختمانی بود.